# Raye Birk
Raye Birk (Flint, 27 maggio 1943) è un attore statunitense.
È sposato dal 1966 con Candace Barrett ed ha un figlio, Joshua, professore di storia medievale.

## Filmografia parziale

### Cinema
- Gas, fu necessario distruggere il mondo per poterlo salvare (Gas-s-s-s), regia di Roger Corman (1970)
- La miglior difesa è... la fuga (Best Defense), regia di Willard Huyck (1984)
- Le avventure di Buckaroo Banzai nella quarta dimensione (The Adventures of Buckaroo Banzai Across the 8th Dimension), regia di W. D. Richter (1984)
- Affittasi ladra (Burglar), regia di Hugh Wilson (1987)
- Getta la mamma dal treno (Throw Momma from the Train), regia di Danny DeVito (1987)
- Jake's M.O., regia di Harry Winer (1987)
- Una pallottola spuntata (The Naked Gun: From the Files of Police Squad!), regia di David Zucker (1988)
- Balle spaziali 2 - La vendetta (Martians Go Home), regia di David Odell (1989)
- Doc Hollywood - Dottore in carriera (Doc Hollywood), regia di Michael Caton-Jones (1991)
- Class Act, regia di Randall Miller (1992)
- Una strana coppia di svitati (Josh and S.A.M.), reagi di Billy Weber (1993)
- Una pallottola spuntata 33⅓ - L'insulto finale (Naked Gun 33⅓: The Final Insult), regia di Peter Segal (1994)
- The Big Squeeze, regia di Marcus DeLeon (1996)
- Star Trek - L'insurrezione (Star Trek: Insurrection), regia di Jonathan Frakes (1998)
- Factotum, regia di Bent Hamer (2005)
- North Country - Storia di Josey (North Country), regia di Niki Caro (2005)
- Sweet Land, regia di Ali Selim (2005)
- A Serious Man, regia di Joel ed Ethan Coen (2009)

### Televisione
- The Taming of the Shrew, regia di William Ball e Kirk Browning – film TV (1974)
- Hawaii Squadra Cinque Zero (Hawaii Five-O) – serie TV, episodio 9x11 (1976)
- A Christmas Carol, regia di Laird Williamson – film TV (1981)
- Mai dire sì (Remington Steele) – serie TV, episodio 2x03-3x02 (1983-1984)
- Hill Street giorno e notte (Hill Street Blues) – serie TV, episodio 4x17 (1984)
- Tuono blu (Blue Thunder) – serie TV, episodio 1x07 (1984)
- Mister Roberts, regia di Melvin Bernhardt – film TV (1984)
- Earthlings, regia di Jay Sandrich – film TV (1984)
- Mike Hammer investigatore privato (Mike Hammer) – serie TV, episodio 2x01 (1984)
- Bravo Dick (Newhart) – serie TV, episodio 3x09-7x13 (1984-1989)
- La prossima vittima (Deadly Messages), regia di Jack Bender – film TV (1985)
- Off the Rack – serie TV, episodio 1x03 (1985)
- Hardcastle & McCormick – serie TV, episodio 3x04 (1985)
- A cuore aperto (St. Elsewhere) – serie TV, episodio 4x06 (1985)
- Stir Crazy – serie TV, episodio 1x08 (1985)
- Ai confini della realtà (The Twilight Zone) – serie TV, episodio 1x03-2x08 (1985-1986)
- Mr. Belvedere – serie TV, episodio 2x04-4x16 (1985-1988)
- Giudice di notte (Night Court) – serie TV, 5 episodi (1985-1991)
- Cin cin (Cheers) – serie TV, episodio 3x21-5x08-10x17(1985-1992)
- Mary – serie TV, episodio 1x09 (1986)
- Tough Cookies – serie TV, episodio 1x01 (1986)
- Fresno – miniserie TV, 4 puntate (1986)
- I ragazzi di Stepford (The Stepford Children), regia di Alan J. Levi – film TV (1986)
- The Popcorn Kid – serie TV, 6 episodi (1987)
- Throb – serie TV, episodio 2x01 (1987)
- Poliziotti in città (The Oldest Rookie) – serie TV, episodio 1x06 (1987)
- Hunter – serie TV, episodio 4x06 (1987)
- Amen – serie TV, episodio 2x05 (1987)
- Star Trek: The Next Generation – serie TV, episodio 1x11 (1987)
- ALF – serie TV, episodio 2x03-2x17-2x18 (1987-1988)
- Duetto (Duet) – serie TV, episodio 2x08-3x17 (1987-1989)
- Tutti per uno (Marblehead Manor) – serie TV, episodio 1x13 (1988)
- La bella e la bestia (Beauty and the Beast) – serie TV, episodio 1x18 (1988)
- Eisenhower & Lutz – serie TV, episodio 1x05 (1988)
- Mia sorella Sam (My Sister Sam) – serie TV, episodio 2x12 (1988)
- Cuori senza età (The Golden Girls) – serie TV, episodio 4x06-6x17 (1988-1991)
- Blue Jeans (The Wonder Years) – serie TV, 10 episodi (1988-1991)
- Il cane di papà (Empty Nest) – serie TV, episodi 1x08-5x20 (1988-1993)
- L.A. Law - Avvocati a Los Angeles (L.A. Law) – serie TV, 7 episodi (1988-1993)
- Perry Mason: Arringa finale (Perry Mason: The Case of the Lethal Lessons), regia di Christian I. Nyby II – film TV (1989)
- Matlock – serie TV, episodio 4x06 (1989)
- Snoops – serie TV, episodio 1x06 (1989)
- Coach – serie TV, 5 episodi (1989-1993)
- Challenger - lo shuttle della morte (Challenger'), regia di Glenn Jordan – film TV (1990)
- Un formidabile weekend (Archie: To Riverdale and Back Again), regia di Dick Lowry – film TV (1990)
- Balki e Larry - Due perfetti americani (Perfect Strangers) – serie TV, episodio 6x01 (1990)
- Caro John (Dear John) – serie TV, 4 episodi (1990-1992)
- Lotta per la vita (Aftermath: A Test of Love), regia di Glenn Jordan – film TV (1991)
- Una famiglia tutto pepe (True Colors) – serie TV, episodio 1x21 (1991)
- Morton & Hayes – serie TV, episodi 1x01-1x06 (1991)
- Under Cover – serie TV, 13 episodi (1991)
- Under Cover, regia di Harry Winer – film TV (1992)
- Quell'uragano di papà (Home Improvement) – serie TV, episodio 1x22 (1992)
- Sisters – serie TV, episodio 2x19 (1992)
- La famiglia Brock (Picket Fences) – serie TV, episodio 1x01 (1992)
- Corsie in allegria (Nurses) – serie TV, episodi 1x20-3x10 (1992-1993)
- Una famiglia come le altre (Life Goes On) – serie TV, episodio 4x15 (1993)
- Barbarians at the Gate, regia di Glenn Jordan – film TV (1993)
- Shaky Ground – serie TV, episodio 1x16 (1993)
- Il sospettato (Caught in the Act), regia di Deborah Reinisch – film TV (1993)
- Due poliziotti a Palm Beach (Silk Stalkings) – serie TV, 7 episodi (1993-1995)
- The George Carlin Show – serie TV, episodio 1x11 (1994)
- Le avventure di Brisco County Jr. (The Adventures of Brisco County, Jr.) – serie TV, episodio 1x26 (1994)
- La forza dell'amore (Untamed Love), regia di Paul Aaronh – film TV (1994)
- Bayside school - La nuova classe (Saved by the Bell: The New Class) – serie TV, episodio 2x09 (1994)
- Il silenzio del testimone (Cries from the Heart), regia di Michael Switzer – film TV (1994)
- M.A.N.T.I.S. – serie TV, episodio 1x19(1995)
- Cura d'amore (My Brother's Keeper), regia di Glenn Jordan – film TV (1995)
- X-Files (The X-Files) – serie TV, episodio 3x12 (1996)
- E.R. - Medici in prima linea (ER) – serie TV, 1 episodio (1996)
- Colombo (Columbo) – serie TV, episodio 10x11 (1997)

## Doppiatori italiani
Nelle versioni in italiano delle opere in cui ha recitato, Raye Birk è stato doppiato da:
- Gianfranco Bellini in Getta la mamma dal treno
- Enzo Garinei in ALF (ep. 2x03)
- Davide Marzi in Una pallottola spuntata 33⅓ - L'insulto finale
- Oliviero Dinelli in X-Files